# 行教三八幡宮
大安寺の僧、行教が宇佐神宮の八幡大菩薩を勧請した八幡宮。
石清水八幡宮、窪八幡宮、琴崎八幡宮を行教三八幡宮という。
行教は、859年、清和天皇護持のため宇佐神宮にて90日間参篭した。
このときに、神託され石清水八幡宮他を勧請した。